# Batalha de Ilerda
A Batalha de Ilerda foi uma batalha travada no verão de 49 a.C. em Ilerda entre as forças de Júlio César e os generais de Pompeu Lúcio Afrânio e Marco Petreio no contexto da Segunda Guerra Civil da República Romana.

## Contexto
Depois de cruzar o Rubicão, o avanço fulminante de César provocou pânico. Lúcio Cornélio Lêntulo Crus escapou de Roma levando o tesouro público para entregá-lo a Pompeu, obedecendo a uma ordem do Senado. O cônsul Caio Cláudio Marcelo e a maioria dos magistrados também fugiram. O próprio Pompeu estava em seu acampamento de inverno na Apúlia.
Muitas cidades se renderam a César e apenas Corfínio ofereceu alguma resistência. Em todos os casos, as tropas que se renderam foram acrescentadas ao exército de César. Pouco depois, César cercou Brundísio, onde estava Pompeu, mas ele conseguiu escapar para o Epiro com a ajuda da frota.
César acreditava que era mais vantajoso seguir Pompeu pelo mar antes que ele conseguisse concentrar os exércitos da Macedônia e da Ásia, mas Pompeu tomou todos os barcos da região e deixou-o ilhado. A única alternativa de César era requisitar a frota romana na costa da Gália, em Piceno e no estreito de Messana, mas demoraria demais. César decidiu aproveitar este tempo para eliminar as poderosas forças pompeianas na Hispânia — especialmente na Hispânia Citerior, onde estavam muitos aliados de Pompeu desde a Guerra Sertoriana — que ameaçavam invadir a Gália e a Itália pelo oeste.

## Casus belli
Depois de tomar a cidade de Roma, César partiu para a Gália e deixou Marco Emílio Lépido como prefeito urbano em Roma e Marco Antônio como comandante dos exércitos na Itália. Ao chegar, César soube que Pompeu havia enviado Lúcio Vibúlio Rufo para a Hispânia e que Lúcio Domício Enobarbo ocupava a cidade livre de Massília com uma frota de sete navios comprados na ilha de Giglio e em Cosa.
Os habitantes de Massília fecharam as portas da cidade a César e pediram ajuda aos albici, uma tribo bárbara que vivia nas montanhas a nordeste da cidade, protetores antigos da cidade. Eles juntaram todo o trigo que puderam das regiões vizinhas, organizaram a fabricação de armas e consertaram as muralhas, portões e a frota da cidade. Demonstraram a César que estavam prontos para um cerco. César enviou quinze embaixadores para lembrar os massílios que ele já havia conquistado a Itália com facilidade e que não desejava a guerra com uma antiga aliada de Roma. Foi durante estas negociações que Enobarbo chegou com sua frota. Bem recebido pelos locais, ele rapidamente se aliou às lideranças da cidade. Sua primeira ordem foi enviar a frota em busca de navios de carga, muitos deles desmontados para que suas peças fossem utilizadas no reparo de navios melhores ou navios de guerra. César respondeu marchando com três legiões até Massília e iniciando um cerco. Ele começou a construção de doze navios de guerra em Arelate, completados em apenas 30 dias. O comando de sua frota foi assumido por Décimo Júnio Bruto Albino e das legiões, pelo legado Caio Trebônio. Em 5 de junho, César partiu para a Hispânia.

## Forças

### Pompeianos
A Hispânia estava sob o comando de três exército pompeianos liderados pelos generais Lúcio Afrânio, Marco Petreio e Marco Terêncio Varrão. O primeiro comandava três legiões a Hispânia Citerior, o segundo tinha duas legiões na Hispânia Ulterior e o terceiro, com outras duas, ocupava o país dos vetões, na Lusitânia. Na região norte da Península Ibérica estavam estacionados cerca de 65 000 legionários e auxiliares pompeianos e havia mais 45 000 no restante da Península. Afrânio e Petreio começaram a unir suas forças enquanto Varrão permaneceu na reserva. O primeiro se dedicou a amealhar todos os auxiliares e cavaleiros que conseguiu encontrar e o segundo fez o mesmo entre os celtiberos, cantábrios e as tribos do litoral. Os dois decidiram unificar seus exércitos em Ilerda, uma cidade de grande importância estratégica por conta de sua localização. Estavam ali cinco legiões e mais trinta coortes provenientes da Hispânia Citerior. Os legionários estavam armados com escudos longos (em latim: scutum) e os auxiliares, com escudos circulares (caetra). Havia também mais de 5 000 cavaleiros e até 18 000 auxiliares.
| “ | Como corria um rumor de que Pompeu cogitava atravessar da Mauritânia para a Hispânia com suas legiões e que viria logo, [César] tomou dinheiro emprestado de seus tribunos e centuriões e o distribuiu entre seus soldados. Com isto, conseguiu duas coisas: empenhar desde o princípio os oficiais com este empréstimo e ganhar a simpatia dos soldados com o donativo. | ” |
|   | — Júlio César, De Bello Civili I, 39. |   |

### Cesarianos
No começo da guerra, César contava com cerca de 60 000 soldados entre suas oito legiões e tropas auxiliares. Segundo César, Caio Fábio chegou à Hispânia com três legiões (VII Gemina, IX Hispana e XI) antes que ele. Fábio estava em Narbo Martius, perto de Narbona, e recebeu ordens de ocupar os passos dos Pirenéus, o que ele conseguiu sem dificuldade. Depois, César enviou mensageiros para outras legiões (VI Ferrata, X Equestris e XIX), estacionadas entre a Gália Comata e Matisco, para que elas se juntassem a ele em sua campanha.
César contava ainda com cerca de três mil auxiliares de cavalaria e o dobro deste número na infantaria, muitos dos quais haviam servido com ele durante as Guerras Gálicas. Por último, chegaram da Gália Aquitânia e dos Pirenéus outros dois mil aliados.

## Campanha

### Primeiros combates
Fábio expulsou as guarnições de Afrânio dos passos dos Pireneus, enviou mensageiros para conseguir o apoio das tribos da região e realizou várias incursões em busca de provisões, enfrentando a cavalaria pompeiana. Depois, construiu duas pontes de madeira sobre o Rio Sicoris, a pons propior e a pons ulteriores. Os pompeianos, por outro lado, controlavam uma ponte de pedra perto da cidade.
Afrânio e Petreio chegaram a Ilerda com seus exércitos em 20 de junho e decidiram buscar o combate imediatamente, avançando com o objetivo de tomar a ponte com quatro legiões. Lúcio Munácio Planco, comandante de uma das legiões, decidiu ocupar uma colina perto da pons propior enfrentando, com sucesso, um inimigo em superioridade numérica. Quando Fábio chegou com o resto do exército, os pompeianos se retiraram, mas controlavam a região e dificultavam o abastecimento das forças de César.

### Chegada de César
Em 23 de junho, César chegou ao acampamento de Fábio escoltado por uma guarda pessoal de 900 cavaleiros. Enquanto isto, uma das pontes foi destruída por uma inundação repentina provocada por uma tempestade; apesar disto, as tropas trabalharam durante a noite seguinte e a reconstruíram completamente. Depois de reconhecer pessoalmente o local, o procônsul ordenou que seis coortes guarnecessem o acampamento e a nova ponte. O resto do exército foi organizado em três linhas (em latim: acies triplex) para a marcha até Ilerda. Chegando à cidade, os cesarianos ocuparam uma planície perfeita para a batalha, bem perto das forças de Afrânio.
Os pompeianos responderam se organizando na frente de seu acampamento, que estava no alto de uma colina. César percebeu que Afrânio não tomaria a iniciativa e decidiu acampar a meros 100 metros dele. Sabendo que poderia ser atacado enquanto construía seu acampamento (como havia acontecido na Batalha do Sábis), César ordenou que sua terceira não fizesse uma paliçada (em latim: valum), facilmente visível à distância, mas que cavasse um fosso (fossatum) de 4,5 metros de profundida. Ao cair da noite, os cesarianos se recuaram para trás do fosso e permaneceram vigilantes, armados, à noite inteira.
No dia seguinte, César decidiu continuar a construção. Designou três legiões para a obra e manteve outras tantas dando cobertura. Contudo, Afrânio e Petreio novamente posicionaram suas legiões à frente de seu acampamento e ofereceram o combate. César não interrompeu seu trabalho e os pompeianos não iniciaram a batalha, voltando mais tarde para seu acampamento. No terceiro dia, as paliçadas estavam prontas e algumas coortes começaram a trazer seus equipamentos do acampamento de Fábio, que foi abandonado e destruído.

### Batalha diante de Ilerda
Entre Ilerda e o acampamento pompeiano havia uma planície de cerca de 450 metros atravessada por uma pequena elevação. Em 27 de junho, César tentou ocupar esta elevação para bloquear o acesso do inimigo à cidade avançando até o local com três legiões. A manobra foi percebida pelos vigias de Afrânio, que enviou suas próprias tropas para ocupar primeiro a área. Rapidamente os dois lados enviaram reforços e um desorganizado combate começou. Os cesarianos ficaram desorientados com a estranha forma de lutar dos pompeianos e seus aliados hispânicos, o que tornou insustentável sua posição. Acreditando estarem prestes a serem cercados pelo flanco direito, os cesarianos começaram uma retirada até uma colina próxima. Júlio César decidiu enviar a IX Hispana para ajudar suas tropas e ela conseguiu afastar os pompeianos, que recuaram para a segurança da muralha de Ilerda. Porém, o movimento a deixou em posição vulnerável, num terreno mais abaixo que o da cidade. Quando César ordenou que ela se retirasse, os soldados de Afrânio atacaram morro abaixo.
Na posição em que estavam, os legionários da IX eram alvos fáceis para os projéteis lançados da muralha da cidade. Enquanto isso, os pompeianos, por sua vez, receberam reforços vindos de seu acampamento e o mesmo deve ter acontecido com as forças de César. Depois de cinco horas de combate sem trégua e esgotados os projéteis, os cesarianos lançaram uma carga desesperada morro acima contra os pompeianos. O repentino ataque rompeu as primeiras linhas do inimigo, mas foi rechaçado na muralha e no interior de Ilerda. Finalmente, quando a cavalaria cesariana chegou pelos dois lados da IX Hispana, os soldados puderam iniciar uma retirada seguros de que não seriam perseguidos.
| “ | No primeiro encontro, caíram entre os nossos cerca de setenta, incluindo Quinto Fulgínio, comandante dos lanceiros da Legio XIV, que de soldado raso chegou a a este posto por seus destacados méritos. Os feridos foram mais de seiscentos. Dos adversários, caiu morto Tito Cecílio, centurião da primeira fila, e morreram também quatro capitães com mais de duzentos soldados. | ” |
|   | — Júlio César, De Bello Civili I, 46. |   |

Afrânio conquistou a elevação e deixou ali uma pequena guarnição entrincheirada em uma nova fortificação.

### Problemas de César
No dia seguinte, uma repentina tempestade resultou numa violenta inundação que destruiu as pontes de Fábio, o que dificultou a comunicação com os cesarianos, presos sem possibilidade de cruzar nem o rio Sicoris e nem o rio Cinga. Por outro lado, a ponte de pedra dos pompeianos não foi afetada, o que lhes permitia cruzar os rios à vontade Não havia como chegar até César os comboios de suprimentos vindos das tribos aliadas, da Itália e da Gália. Os auxiliares da Hispânia Citerior e da Lusitânia, levemente armados, conseguiam cruzar os rios para buscar suprimentos, mas os romanos, com armaduras pesadas, estavam presos. A data também era desfavorável, pois Afrânio já havia cobrado os tributos na região antes da chegada de César, cujos recursos coletados nas semanas anteriores estavam se esgotando. Além disto, a guerra assustou os moradores da região, que levaram para longe da zona de conflito seus rebanhos.
Por outro lado, Afrânio contava com abundantes reservas de alimentos e suprimentos chegavam ao seu acampamento vindos de Ilerda. César não conseguiu reconstruir as pontes como havia feito da outra vez, pois o rio continuava cheio e os pompeianos fustigavam com projéteis os trabalhadores. Quando o general pompeiano soube que uma caravana de materiais de construção esperava para cruzar o rio até César, resolveu atacar. Protegendo-a estavam alguns arqueiros rutenos da Gália Aquitânia, cavaleiros, legionários, escravos e civis, num total de seis mil pessoas. Afrânio saiu com toda a sua cavalaria e três legiões para destruí-los, pegando a caravana de surpresa. A cavalaria de César conseguiu formar um cordão que permitiu que a maioria escapasse para as colinas. Morreram 200 arqueiros, alguns cavaleiros e uma pequena quantidade de carregadores.

### Retirada de Afrânio e Petreio
Porém, em 10 de julho, quando as águas baixaram, César conseguiu re-estabelecer a chegada de suprimentos construindo uma nova ponte de navios amarrados. Em 19 de julho, ciente que mais ao norte rio acima o leito do rio formava uma pequena ilha, César mandou construir represas para desviar o rio para a planície a fim de que sua cavalaria, superior à dos pompeianos, pudesse cruzar o rio. Em 25 de julho, os comandantes pompeianos decidiram se retirar para se unirem a Varrão antes que os cavaleiros cesarianos chegassem à margem oriental e os deixassem presos. Para trás ficou um destacamento para guarnecer a ponte, o acampamento e Ilerda. César saiu em perseguição depois de deixar uma legião no acampamento. Usando os animais de carga em uma fileira através do rio para diminuir a correnteza, conseguiu cruzar o rio na planície para perseguir os pompeianos na margem oriental. A cavalaria cesariana fustigou constantemente os inimigos até que, em 29 de julho, Afrânio e Petreio tiveram que interromper a marcha. Ao amanhecer, César retirou seu exército fingindo estar voltando para Ilerda e deu a volta pelas montanhas próximas sem ser detectado; para surpresa dos pompeianos, César emergiu na elevação para onde se dirigiam e as únicas opções que tinham naquele momento era voltar para Ilerda sob o constante ataque da cavalaria de César, tentar forçar a passagem em desvantagem ou permanecer onde estavam. Escolheram esta última opção e sofreram com a fome e a sede. Finalmente, em 2 de agosto, Afrânio e Petreio se renderam sem lutar.

## Eventos posteriores
Os soldados pompeianos foram incorporados às forças de César, que rapidamente avançou sobre as tropas de Varrão. Assim como seus colegas, ele também se rendeu e, como eles, foi perdoado por César. Depois de assegurar o comando na Hispânia, César marchou até Gades, a partir de onde embarcou, em setembro, para Massília, onde supervisionou a rendição da cidade em final de outubro. Duas legiões foram destacadas para guarnecer a região e Quinto Cássio Longino recebeu outras quatro legiões para guardar a Península Ibérica. Varrão serviu sob as ordens de Pompeu na Batalha de Farsalos, foi obrigado novamente a se render e mais uma vez foi perdoado. Afrânio também lutou contra César em Farsalos e na Batalha de Tapso, na qual foi capturado pelos aliados de César e executado. Petreio lutou em Farsalos, na Batalha de Ruspina e na Batalha de Tapso. Depois da derrota nesta última, combinou um duelo até a morte com seu aliado, o rei da Numídia Juba II. Como combinado, o vencedor, Petreio, se matou depois de vencer Juba II.